# Ламітан
Ламітан (чавакано: Ciudad de Lamitan; якан: Siyudad Lamitanin; таусуг: Dāira sin Lamitan; тагальська: Lungsod ng Lamitan), є містом 6-го класу та де-юре столицею провінції Басілан, Філіппіни. За даними перепису 2020 року, населення становить 100 150 осіб.
Місто межує на сході з муніципалітетом Тубуран, на півдні з Тіпо-Тіпо, на заході з Ізабелою і на півночі з протокою Басілан. 
У липні 2016 року уряд провінції заклав початок будівництву нової столиці провінції всередині неіснуючої земельної ділянки площею 4000 гектарів Університету Філіппін (UP) у Барангаї Санта-Клара.

## Географія
Місцевість відносно рівнинна вздовж прибережних районів і горбиста в деяких областях. Міська територія знаходиться на висоті 2,5 метри (8 футів 2 дюймів) над рівнем моря і має пологий нахил до 300 метрів (980 футів) у напрямку до внутрішніх районів.
Барангаї
Ламітан політично підрозділяється на 45 барангаїв.
- Arco
- Ba-as
- Baimbing
- Balagtasan
- Balas
- Balobo
- Bato
- Boheyakan
- Buahan
- Boheibu
- Bohesapa
- Bulingan
- Cabobo
- Campo Uno
- Colonia
- Calugusan
- Kulay Bato
- Limo-ok
- Lo-ok
- Lumuton
- Luksumbang
- Malo-ong Canal
- Parangbasak
- Santa Clara
- Tandong Ahas
- Tumakid
- Ubit
- Bohebessey
- Baungos
- Danit-Puntocan
- Sabong
- Sengal
- Ulame
- Bohenange
- Boheyawas
- Bulanting
- Lebbuh
- Maganda
- Malakas
- Maligaya
- Malinis
- Matatag
- Matibay
- Simbangon

## Галерея
1. ↑  http://www.philstar.com:8080/nation/2016/07/09/1601139/basilan-starts-construction-new-provincial-govt-center